# جان دیویدسن
جان دیویدسن (انگلیسی: Jon Davidson؛ زادهٔ ۱ مارس ۱۹۷۰) بازیکن فوتبال اهل بریتانیا است.
از باشگاه‌هایی که در آن بازی کرده‌است می‌توان به باشگاه فوتبال چسترفیلد اشاره کرد.